# بيني هارينجتون
بيني هارينجتون (بالإنجليزية: Penny Harrington)‏ هي ضابطة شرطة أمريكية، ولدت في 2 مارس 1942 في لانسنغ في الولايات المتحدة.